# Federico Fellini
Federico Fellini (ur. 20 stycznia 1920 w Rimini, zm. 31 października 1993 w Rzymie) – włoski reżyser i scenarzysta filmowy. Znany ze swojego barokowego, cyrkowego, onirycznego stylu. Uznawany za jednego z najbardziej wpływowych i najważniejszych reżyserów w historii kina, czołowy przedstawiciel europejskiego kina autorskiego, nawiązujący do włoskiego neorealizmu kina lat 40. i 50. XX wieku. Autor La strady, Słodkiego życia, Nocy Cabirii, Amarcord oraz Osiem i pół, uważanego za jego magnum opus.
Jego filmy otrzymały cztery Oscary dla najlepszego filmu zagranicznego (1956, 1957, 1963, 1974). W 1993 otrzymał Oscara honorowego za całokształt twórczości. Przez wiele lat współpracował z nim kompozytor Nino Rota.

## Dzieciństwo i młodość
Jego ojciec był komiwojażerem, którego często nie było w domu, a matka – gospodynią domową; nie byli szczęśliwym małżeństwem. Reżyser wielokrotnie opowiadał, że w wieku 7, 8, 9, albo 12 lat (w zależności od wersji) uciekł od rodziców i przyłączył się do wędrownego cyrku. Najbardziej dramatyczna wersja mówi o tym, że po miesiącu policja przyprowadziła go z powrotem do domu. Jego matka kategorycznie temu zaprzeczyła, choć przyznała, że cyrk zrobił na nim wielkie wrażenie, ale nigdzie nie uciekał.
Tęskniąc za przygodą i wielkim światem, młody Fellini nie wykazywał zainteresowania szkołą. Po jej ukończeniu (w 1938 roku) opuścił Rimini i udał się do Florencji. Zajmował się tam pisaniem opowiadań i rysowaniem karykatur do magazynu satyrycznego. Następnie przeniósł się do Rzymu, gdzie poznał Aldo Fabriziego – aktora rewiowego, dla którego napisał później serię humorystycznych monologów i skeczów radiowych. Występowała w nich młoda aktorka Giulietta Masina; wkrótce poznali się, a w 1942 wzięli ślub. Mieli jednego syna (Pier Federico, ur. 1945).

## Osobowość artystyczna
Fellini był uzdolniony plastycznie. Początkowo znany i ceniony był jako rysownik, zaczął też pisać. Jednak kochał kino i pragnął tworzyć filmy. Szybko rozwijał swój warsztat artystyczny. W Rzymie zaprzyjaźnił się z mistrzem włoskiego neorealizmu Robertem Rossellinim, który zaprosił go do współpracy nad scenariuszem, na podstawie którego powstał film Rzym, miasto otwarte. Wkrótce rozpoczęły się prace nad scenariuszem filmu Paisà – arcydzieła Rosseliniego. Federico nawiązał również współpracę z takimi filmowcami jak Alberto Lattuada, Pietro Germi oraz innymi.
Doświadczenie neorealizmu, jako metody pracy reżysera i jego postawy otwarcia na rzeczywistość społeczną, było dla Felliniego ważne, on sam jednak jako artysta pragnął ten styl przekroczyć.
Fascynowała go sztuka kreacyjna i wizjonerska: barok, ekspresjonizm, surrealizm, w tym współczesny malarz nadrealista Balthus (o którym po latach napisał esej). Cenił psychologię głębi Junga i jego pochwałę sztuki wizyjnej jako metafizycznie prawdziwej. Bliska mu była, z baroku i romantyzmu wysnuta, idea syntezy sztuk. Wymagało to kształtowania od podstaw własnego języka artystycznego.
Każdy nowy film rozpoznawał jak integralną wizję. Jako reżyser unaoczniał ją najdokładniej. Dlatego często wykonywał dokładne szkice plastyczne scen lub postaci (Noce Cabirii, Satyricon, Amarcord, Casanova) albo wprost inspirował pracę scenografa. Mając kilku ulubionych aktorów zawodowych (to głównie żona Giulietta Masina oraz przyjaciel Marcello Mastroianni), z chęcią zatrudniał amatorów, którzy wiernie wypełniali polecenia (w Satyriconie poza występującą w epizodzie słynną Lucią Bose grają wyłącznie ludzie „z ulicy”, w tym rzymski restaurator jako Trymalchion i amerykańscy hipisi jako główni bohaterowie).
Wiele czerpał z wieloletniej współpracy z kompozytorem Nino Rotą, ilustrującym muzycznie wszystkie dzieła Felliniego aż do swej śmierci. Na planie zdjęciowym lubił improwizację, bardzo swobodnie traktując scenariusz. Z biegiem lat coraz chętniej filmował w atelier, zwłaszcza w ulubionym Cinecittà pod Rzymem. Fefe (jak nazywali go przyjaciele) miał hipnotyczną, bujną osobowość. Takiego Felliniego przedstawiają liczne publikowane wspomnienia oraz naukowe monografie jego twórczości. Jako artysta prawie od razu ujawnił dojrzałość.

## Od wędrówki do widowiska

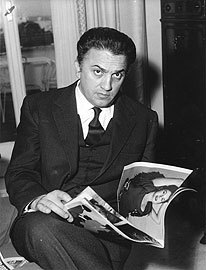
Federico Fellini

Po okresie pracy z największymi włoskimi reżyserami, Fellini postanowił reżyserować. Powstały Światła variété (1950), dzieło jeszcze niesamodzielne. Pierwszy autorski i w pełni samodzielny realizacyjnie film Felliniego to Biały szejk (1952), w którym można dostrzec już znamienne cechy stylu reżysera: realistyczne obrazy prowincji (choć tu chodzi o Rzym, co prawda też jego przedmieścia) i satyrę społeczną, ściśle połączoną z elementami fantazji. Jego bohaterka, młoda mężatka Vanda, jest tak samo urzeczona dwuznaczną mocą świata marzeń (tu: komiksu), jak po latach osamotniona w małżeństwie Giulietta (...od duchów, 1965) lub konsumenci telewizyjnego widowiska (Ginger i Fred, 1985). Film ten jest czarno-biały.
Kolejny jego film, znany w Polsce jako Wałkonie, powstał w 1953 roku i zdobył wiele międzynarodowych nagród, m.in. Srebrnego Lwa na 14. MFF w Wenecji. To tragikomiczne i nostalgiczne, bogate psychologicznie studium nadmorskiego miasteczka (inspiracja to Rimini, jak potem w filmie Amarcord) i poddanych apatii młodych mężczyzn w nim (określonych w oryginalnym tytule brutalnie jako Vitelloni – 'cielęta') pokazało, że Fellini osiągnął artystyczną dojrzałość.
Nakręcony rok później film La strada (tytuł znaczy Droga; w Polsce film był wyświetlany pod oryginalnym tytułem) jest jednym z największych i najbardziej poruszających filmów Felliniego. To właśnie on przyniósł reżyserowi pierwszego Oscara. La Strada, osobliwa przypowieść w klimacie realizmu magicznego o potrzebie miłości to, zanim wykształcił się ten gatunek kina, film drogi, który przez topos wędrówki ukazuje doświadczenia inicjacyjne. Obłąkana Gelsomina, wierna w miłości, doświadczy cierpienia, a brutalny Zampano już po jej śmierci rozpozna (w finale filmu kamera skierowana w dół ukaże go szlochającego nocą na plaży) moc jej uczucia.
Niedoceniony przez filmoznawców Niebieski ptak z 1955 roku (pod takim tytułem znany w Polsce, kiedy neorealistyczny tytuł autorski Il bidone wskazuje po prostu 'bańkę' na benzynę) ukazuje dwa aspekty twórczości Felliniego: uszczypliwość i celność obserwacji życia ludzi samotnych (ale i trywialnych kanciarzy) oraz poszukiwanie głębszego znaczenia ludzkiej egzystencji. Jest to także widoczne w Nocach Cabirii (z 1957 roku), filmie nakręconym specjalnie dla Giulietty Masiny – żony artysty i stanowiącym jej popis aktorski. Ulubiony przez Felliniego nocny pejzaż miasta (pokaże go potem Rzym 1972) i lokalny koloryt jego przedmieść (współscenarzystą był Pier Paolo Pasolini, znający doskonale dialekt rzymski) stanowią gorzkie tło dla historii rzymskiej prostytutki o gołębim sercu.
Przełom estetyczny w kierunku wielkiego, bogatego plastycznie widowiska nastąpił w 1960 roku wraz z filmem Słodkie życie. Dzieło to zostało określone przez krytyków mianem gorzkiej satyry na upadek europejskich wartości. Sam Fellini powiedział: „skończyła się faza filmów zbliżonych narracją do powieści, teraz filmy powinny upodobnić się do poezji. Staram się uwolnić moje prace od schematu: opowieść o początku, rozwinięciu i zakończeniu. Chcę, aby były one bardziej jak poemat, z metrum i kadencją"'. To pierwsze u Felliniego studium kryzysu kultury, jej dekadencji, budowane (choć film jest czarno-biały) jak epickie malowidło z gorączkową, „dziką” muzyką Nino Roty. Epicko ujęte epizody układają się w dynamiczny obraz duchowej pustki: natrętni dziennikarze, fotoreporterzy wietrzący sensację – „paparazzi” (wł. paparazzo – 'fotoreporter'; to słowo weszło do języka i zasłynęło dzięki filmowi: jako synonim cynizmu prasy; jednego z nich gra Mastroianni, po raz pierwszy u Felliniego), przylot do Rzymu „gwiazdy” filmowej (gra ją szwedzka miss piękności Anita Ekberg) i jej wędrówki po mieście (słynna scena kąpieli nocnej w fontannie di Trevi), zblazowana arystokracja, orgia w domku nad morzem. Atakowane wówczas przez Kościół jako „zepsute obyczajowo” Słodkie życie wygląda po latach jak moralistyczny fresk.
Pierwszym filmem Felliniego, który oddalił się od narracji typu powieściowego, było Osiem i pół (1963), obraz nazwany tak dlatego, że powstał po siedmiu dziełach pełnometrażowych i jednej noweli (barwne Kuszenie doktora Antoniego). Arcydzieło przełomowe dla historii sztuki filmowej, wysmakowane i niemal malarskie plastycznie (choć taśma jeszcze czarno-biała), to, swobodnie komponowany esej o artyście, jego sile i niemocy, film o powstawaniu (nieudanym) filmu, utwór z ducha autotematyzmu. Reżyser Guido (w tej roli ulubiony aktor reżysera Marcello Mastroianni), jego żona i kochanka, ludzie w uzdrowisku, stary dostojnik Kościoła – stają się cząstką groteskowo i onirycznie ujętej wizji. Posmak snu mają też wspomnienia z lat dzieciństwa (ze słynnym, stałym potem u Felliniego, motywem olbrzymiej, fascynującej kobiety) i marzenia bohatera. Osiem i pół to studium tożsamości rozbitej i próby odnalezienia tajemnicy istnienia. W wielkiej scenie finałowej tańca do wtóru „cyrkowej” muzyki (Nino Roty) dokonuje się duchowa odnowa: magiczny powrót do ukojenia i szczęścia.

## Mistrz iluzji i kreacji
Niezwykłym doświadczeniem artystycznym dla Felliniego stał się kolor. Nowela Kuszenie doktora Antoniego (z filmu zbiorowego Boccaccio ’70), tragikomiczna historia pogrążonego w dewocji, ale i fantazjach erotycznych, starego kawalera – to pierwsze barwne dzieło Felliniego, traktowane przez niego jako próba warsztatowa, otwierająca na malarskie traktowanie kadru. Spełnienie dał pierwszy pełnometrażowy barwny film fabularny Giulietta i duchy (1965; w Polsce wyświetlany pod zdeformowanym, nieautorskim tytułem). To najpierw wysmakowana wizja plastyczna: wielkie monochromatyczne plamy barwne (zwłaszcza intensywna, jasna czerwień), gra świateł, rozproszone odcienie barw, malarsko skomponowane kadry. Psychodeliczna muzyka Nino Roty nadaje całości wymiar snu (zresztą ważne też są koszmary bohaterki) i halucynacji. Na takim tle budowana jest historia zdradzanej przez męża Giulietty, uwikłanej w lęki i rojenia, niczym kapłanki „od duchów” (stąd tytuł filmu). Fellini nawiązywał tu stylistycznie do tradycji baroku i secesji, a stworzył jak kreator świat nadrealny, z ducha romantyzmu i surrealizmu.
Otwierał się nowy etap twórczości, jednak niełatwo. Zniechęcony chłodnym przyjęciem Giulietty... przez publiczność, Fellini nie był w stanie przełamać dłuższego kryzysu twórczego – od dawna obmyślany wizyjny film Podróże G. Mastorny w końcu nie powstał. Posmak autobiograficzny zyskała nowela Tobby Dammit (1967), ogniwo filmu trzech reżyserów, dających adaptacje opowiadań Edgara Allana Poego – swobodna wobec pierwowzoru literackiego, współcześnie ujęta historia miernego piosenkarza w stanie duchowej niemocy. Fellini był tu okrutny, zarazem współczujący, wobec mknącego autem na spotkanie diabła (pod postacią zmysłowej nimfetki) zrozpaczonego bohatera, jakby oczyszczając się jako reżyser z własnej depresji, którą w końcu pokonał (ukazując wkrótce w Notatniku reżysera swą zwykłą energię). Równie wyrazistym jak Giulietta.. spełnieniem artystycznym stał się dopiero, w 1969 roku, Satyricon.
Brawurowo „rozbuchana”, realizowana przeważnie w atelier (słynne miasteczko filmowe Cinecittà pod Rzymem), perfekcyjnie (osobiście przez szkice Felliniego) przygotowana plastycznie i (z wykorzystaniem przez Nino Rotę muzyki ludowej afrykańskiej i tybetańskiej) muzycznie adaptacja powieści Petroniusza Satyricon (1969) zmieniła ten realistyczny utwór w fantasmagoryczny obraz antycznego Rzymu: studium dekadencji, osnute wokół toposu wędrówki trójki (częściej dwójki) homoseksualnych młodych ludzi, erotycznie związanych, zarazem skłóconych. Malarsko (i z filmowym efektem głębi ostrości) ujęte epizody (dom publiczny, uczta Trymalchiona) utrzymane są w klimacie stylistycznym baroku, ekspresjonizmu, turpizmu. Satyryczna opowieść Petroniusza ma w filmie Felliniego wymiar fantasmagorii – jako wędrówka, w której niemoc gasnącej kultury (i niemoc fizyczna – brak erekcji – jednego z bohaterów) otwiera ku nowym doznaniom i, może, duchowemu wyzwoleniu.
Ten styl ponawia jak esej ujęty Rzym (1972), mikrohistoria Wiecznego Miasta z pozycji przybysza (młody bohater, jak niegdyś Fellini, przybywa tu z prowincji), ze świetnymi sekwencjami wojennymi i współczesnymi (apokaliptyczny obraz autostrady), zwłaszcza zaś z barokowo ujętą sceną fikcyjnego „pokazu mody kościelnej” (i z umacniającą wizyjny klimat muzyką Nino Roty). Nostalgiczny film Amarcord (co w rzymskim dialekcie znaczy 'Pamiętam', 1974) to, też eseistycznie ujęty, portret nadmorskiego miasteczka (przetworzone Rimini), zarazem studium pewnej mikrospołeczności w okresie rodzenia się faszyzmu włoskiego. To także film o dojrzewaniu: erotycznym, emocjonalnym, egzystencjalnym.
Pełnię mocy kreacyjnej odsłania Casanova (1976), „rozpasana” plastycznie (niemal w całości zrealizowana w atelier) i muzycznie (Nino Rota oddaje klimat czasu w swej hipnotycznej, „mechanicznie” ujętej muzyce, cytując też Wagnera) wizja kultury oświecenia, XVIII wieku jako formacji gasnącej, dekadenckiej, osnuta wokół wspomnień słynnego uwodziciela (w tej roli, celowo „zbrzydzony” charakteryzacją, Donald Sutherland). Erotyzm filmu jest zimny i perwersyjny, poza uczuciem i namiętnością, jako znak pustki we wszelkich relacjach międzyludzkich, co najlepiej oddaje słynna scena kopulacji Casanovy z mechaniczną lalką (automatem).
Arcydzieło Felliniego, wysnute stylistycznie z ducha baroku i ekspresjonizmu, staje się pokazem mocy twórczej reżysera, sztuki jako iluzji i kreacji (scena, kiedy kamera rejestruje fale na sztucznym morzu z plastiku), zarazem studium duchowej (często też zmysłowej) niemocy oraz kultury, pogrążającej się w śmiertelnym rozkładzie. Z olbrzymiego nakręconego materiału nie wszystko ostało się w filmie: na żądanie producenta Fellini usunął epizod homoseksualny w podbojach bohatera.
Ostatnim powrotem do barokowej mocy kreacji stało się Miasto kobiet (1980), zarazem satyra na współczesny feminizm i oniryczne, jak ze snu, studium o wymarzonej „wiecznej kobiecości”.
Obdarzony wyobraźnią malarza, stosujący stałe motywy plastyczne w filmach (np. ważny dla Satyriconu i Casanovy ogień jako, sięgający psychologii głębi Junga, znak duchowej metamorfozy), wrażliwy na fenomen twarzy (miał prywatne albumy z fotografiami ekscentrycznych twarzy, a tak wyglądających ludzi z chęcią angażował do filmów) Fellini był też uwrażliwiony muzycznie, czego prostym przejawem stała się przyjaźń i współpraca z Nino Rotą. Pomysłem, zmarłego wkrótce kompozytora, była Próba orkiestry (1979), ujęta jako metafora społeczeństwa (zespół orkiestrowy) i wodza (dyrygent), ale też najprościej jako film o sile muzyki. Także niedoceniony przez krytykę film A statek płynie (1983), historia (fikcyjna) rejsu tuż przed I wojną światową, którego celem jest rozsypanie nad morzem prochów słynnej śpiewaczki operowej – to dzieło o muzyce, przesycone nią wzniośle i groteskowo (Schubert grany przez ekscentrycznych staruszków w kuchni, popisy śpiewacze w kotłowni statku, aria z Aidy Verdiego na pożegnanie zmarłej divy), również dzieło o sztuce, wskazujące (muzyka) i demaskujące (kamera cofająca się, by ukazać plan filmowy: makietę statku, plastikowe morze i samego Felliniego) sztukę jako kreację. Swoiste pożegnanie z iluzją kreacji to Ginger i Fred (1985, po raz ostatni Giulietta Masina, a przedostatni Marcello Mastroianni, który pojawi się jeszcze w Wywiadzie – na planie u Felliniego), groteskowy obraz kiczowatego widowiska telewizyjnego jako żałosnej namiastki kreacji (a zarazem ostra satyra na dzisiejsze społeczeństwo i kulturę). Ostatni film Felliniego Głos księżyca jest ciepłym podsumowaniem wszystkich wątków obecnych w jego poprzednich filmach, dając nostalgiczny, a „malarsko” ujęty (z nawiązaniem do postimpresjonizmu), obraz świata współczesnego jako rzeczywistości w stanie rozpadu (choć możliwe jest jeszcze duchowe odrodzenie).

## Dokumenty
Znamienna dla neorealizmu pasja ukazywania życia pozostała Felliniemu bliska, choć coraz mocniej łączył ją z wyobraźnią i poetyckim zmyśleniem. W ujętym jak esej Rzymie autentyczne są kadry ukazujące hipisów, koczujących przy zabytkach Wiecznego Miasta, lub budowę metra, ale już sekwencja o odnalezionych przy tej okazji antycznych freskach, teraz osypujących się ze ścian, to pomysł Felliniego, stanowiący tu metaforę przemijania.
Osobne miejsce w dorobku reżysera zajmują filmy ściśle dokumentalne: wczesna nowela Biuro matrymonialne (neorealistyczna obserwacja rzeczywistych wyborów uczuciowych), Klauni (obraz zawsze bliskiego Felliniemu świata cyrku) oraz jak autoportrety ujęte: Notatnik reżysera i Wywiad (swoisty autokomentarz do własnej twórczości), nawet tu jednak Fellini buduje fascynujące nastrojem widowisko. Tak w słynnej scenie z Wywiadu, kiedy postarzali Marcello Mastroianni i Anita Ekberg oglądają siebie samych sprzed lat – w kadrach Słodkiego życia.
Parokrotnie (Notatnik reżysera, Rzym, A statek płynie, Wywiad) reżyser sam ukazywał się w kadrach swych filmów.

## Legenda i sława
Fellini zyskał wcześnie legendarną sławę, uznany za jednego z artystów przełomowych dla sztuki filmowej, zwłaszcza jako autor Osiem i pół. Wymieniany był przez krytykę obok takich twórców jak Orson Welles, Bergman czy Antonioni ze względu na twórczy wkład do stylu dzieła filmowego i nowatorskie rozwiązania, zwłaszcza w zakresie kompozycji (swobodnej, eseistycznej, osnutej wokół motywu wędrówki) i „malarskiego” stosowania koloru.
Cenili go inni reżyserzy, a Ingmar Bergman odwiedził go (wraz z aktorką Liv Ullmann) na planie Satyriconu, proponując wspólną realizację filmu o kobietach, do czego jednak nie doszło. Po głośnej premierze Satyriconu amerykańscy hipisi uznali go za „swego”. Jednak w późniejszych latach postawa Felliniego jako niezależnego artysty nie przystawała do gustu nowej, młodzieżowej widowni.
Doceniany był jako wizjoner (budujący bogate plastycznie obrazy świata wysnutego z wyobraźni), ale dostrzegany też jako myśliciel, którego filmy diagnozują rozkład duchowy kultury, a ukazują też (w duchu Junga, lecz i magicznej tradycji), że osoba ludzka może dostąpić ocalającej metamorfozy wewnętrznej. W takim estetycznym i filozoficznym kontekście interpretowane były najważniejsze jego filmy: La strada, Noce Cabirii, Słodkie życie, Osiem i pół, Giulietta i duchy, Satyricon, Rzym, Amarcord, Casanova, aż po – jak testament odczytany – Głos księżyca.
Paradoksalnie, mimo powszechnego uznania coraz trudniej zyskiwał wsparcie, które umożliwiłoby realizację kolejnych obrazów. Ostatnim jego filmem „kasowym” był Amarcord, a późniejsze, przy sporych kosztach produkcji, przynosiły producentom deficyt. Gorzko przeżył porażkę u publiczności Casanovy, którego uważał za swe najpełniejsze artystycznie dzieło. Schyłek życia Felliniego to bezskuteczne poszukiwania funduszy na Boską komedię, film osnuty wokół poematu Dantego.
Federico Fellini zmarł w roku otrzymania Oscara za całokształt twórczości (wskutek udaru mózgu). Niedługo po nim zmarła (na nowotwór płuca) jego żona, Giulietta Masina. Oboje pochowano w Rimini. Po latach (w 2003) w rodzinnym mieście reżysera utworzono poświęcone obojgu muzeum – przy via Clementini 2. Imię Felliniego nosi też międzynarodowy port lotniczy pod Rimini.

## Nawiązania
Filmy Felliniego inspirowały innych reżyserów. W roku 1969 w Stanach Zjednoczonych powstał barwny film Słodka Charity (Sweet Charity) – musical oparty na scenariuszu Nocy Cabirii. Reżyserem był Bob Fosse. Muzykę skomponował Cy Coleman. Rolę główną zagrała Shirley MacLaine. Film ponawia pierwotną opowieść o dziecięco dobrej prostytutce.
W 1982 na Broadwayu na podstawie 8½ zrealizowano musical Dziewięć, gdzie rolę Guido zagrał Antonio Banderas. Później w 2010 roku wszedł on na ekrany kin. Reżyserem jest Rob Marshall, a w obsadzie znaleźli się Judi Dench, Nicole Kidman, Penélope Cruz oraz Kate Hudson.
W 1997 roku w polskim filmie Sztos Synek w rozmowie z Erykiem odwołuje się do filmu Niebieski ptak, porównując ich obecną sytuację, do akcji filmu Felliniego.
W 1999 Peter Greenaway zrealizował barwny film 8 i pół kobiety. Owładnięci obsesjami seksualnymi jego bohaterowie – ojciec i syn – zakładają prywatny dom publiczny. Przedtem oglądają na wideo arcydzieło Felliniego (do którego Greenaway nawiązał też w tytule), traktując je jako zapis erotycznych obsesji.

## Filmografia
Wszystkie filmy, które reżyserował Federico Fellini.
Tytuły filmów konsekwentnie przetłumaczono na język polski. W nawiasie podano autorski tytuł oryginalny oraz czas trwania filmu. Jeżeli w polskiej dystrybucji kinowej lub opracowaniach krytycznych film funkcjonował pod zdeformowanym tytułem polskim lub pod tytułem oryginalnym, zaznaczono to. Jeżeli nie zaznaczono inaczej, muzykę do filmu skomponował Nino Rota. Filmy uporządkowano według roku premiery.
- 1950: Światła variété (Luci del varietà, 100 min) – współreżyser: Alberto Lattuada; scenariusz: Federico Fellini, Alberto Lattuada, Tullio Pinelli, Ennio Flaiano; zdjęcia: Otello Martelli; scenografia: Aldo Buzzi; muzyka: Felice Lattuada; wśród aktorów żona reżysera Giulietta Masina (jako Melina)
- 1952: Biały szejk (Lo sceicco bianco, 85 min) – pierwszy film samodzielny; wśród aktorów żona reżysera Giulietta Masina (w epizodzie – jako prostytutka Cabiria); scenariusz: Federico Fellini, Michelangelo Antonioni, Tullio Pinelli, Ennio Flaiano; zdjęcia: Arturo Gallea; scenografia: Federico Fellini, początek współpracy z kompozytorem Nino Rotą
- 1953: Wałkonie (I vitelloni, 103 min) – tytuł dosłownie znaczy 'Cielęta', w polskich kinach film pokazywano pod nieautorskim tytułem; scenariusz: Federico Fellini, Ennio Flaiano, Tullio Pinelli; zdjęcia: Carlo Carlini, Luciano Trasatti, Otello Martelli; scenografia: Marco Chiari; wśród aktorów Alberto Sordi; Srebrny Lew na 14. MFF w Wenecji
- 1953: Biuro matrymonialne (Un agenzia matrimoniale, 32 min) – nowela dokumentalna w filmowej składance (antologii) Miłość w mieście (L'amore in città); scenariusz: Federico Fellini, Tullio Pinelli; zdjęcia: Gianni Di Venanzo; scenografia: Gianni Polidoro; muzyka: Mario Nascimbene; występują amatorzy; reżyserzy pozostałych epizodów: Michelangelo Antonioni, Alberto Lattuada, Carlo Lizzani, Dino Risi, Cesare Zavattini
- 1954: La strada (94 min) – tytuł znaczy Na drodze; w polskich kinach film wyświetlany był pod tytułem oryginalnym, także w polskich opracowaniach filmoznawczych tytuł filmu nie jest tłumaczony; scenariusz: Federico Fellini, Tullio Pinelli, Ennio Flaiano; zdjęcia: Otello Martelli; scenografia: Mario Ravasco; w rolach głównych: Giulietta Masina (Gelsomina) i Anthony Quinn (Zampano); Oscar dla najlepszego filmu nieanglojęzycznego, Srebrny Lew na 15. MFF w Wenecji
- 1955: Niebieski ptak (Il bidone, 104 min) – tytuł dosłownie znaczy 'Bańka [na benzynę]', w Polsce film znany pod nieautorskim tytułem; scenariusz: Federico Fellini, Ennio Flaiano, Tullio Pinelli; zdjęcia: Otello Martelli; scenografia: Dario Cecchi; wśród aktorów Giulietta Masina
- 1957: Noce Cabirii (Le notti di Cabiria, 110 min) – scenariusz: Federico Fellini, Ennio Flaiano, Tullio Pinelli, Pier Paolo Pasolini; zdjęcia: Aldo Tonti, Otello Martelli; szkice scenograficzne (postać i kostiumy tytułowej bohaterki): Federico Fellini; scenografia: Piero Gherardi; w roli głównej Giulietta Masina (rzymska prostytutka Cabiria); Oscar dla najlepszego filmu zagranicznego
- 1960: Słodkie życie (La dolce vita, 174 min) – najdłuższy film Felliniego, obok Casanovy) – scenariusz: Federico Fellini, Ennio Flaiano, Tullio Pinelli, Brunello Rondi; zdjęcia: Otello Martelli; scenografia: Piero Gherardi; w rolach głównych Marcello Mastroianni (dziennikarz) i Anita Ekberg (aktorka Sylvia); Złota Palma na 13. MFF w Cannes i Oscar za najlepsze kostiumy (Piero Gherardi)
- 1962: nowela Kuszenie doktora Antoniego (Le tentazioni del dottor Antonio, 60 min) w filmowej składance trzech reżyserów pt. Boccaccio ’70 – pierwszy film barwny Felliniego; scenariusz: Federico Fellini, Ennio Flaiano, Tullio Pinelli; zdjęcia: Otello Martelli; scenografia: Piero Zuffi; wśród aktorów Anita Ekberg; reżyserzy pozostałych nowel: Mario Monicelli, Vittorio De Sica, Luchino Visconti
- 1963: Osiem i pół (Otto e mezzo, 138 min) – ostatni film czarno-biały Felliniego; scenariusz: Federico Fellini, Ennio Flaiano, Tullio Pinelli, Brunello Rondi; zdjęcia: Gianni Di Venanzo; scenografia: Piero Gherardi; w rolach głównych Marcello Mastroianni (reżyser filmowy Guido), Anouk Aimée (jego żona), Sandra Milo (jego kochanka); w epizodzie Claudia Cardinale (pracownica uzdrowiska); Oscar dla najlepszego filmu nieanglojęzycznego oraz za najlepsze kostiumy (Piero Gherardi)
- 1965: Giulietta i duchy (Giulietta degli spiriti, dosł. Giulietta od duchów 145 min) – pierwszy pełnometrażowy film barwny Felliniego; scenariusz: Federico Fellini, Ennio Flaiano, Tullio Pinelli, Brunello Rondi; zdjęcia: Gianni Di Venanzo; scenografia: Piero Gherardi i in.; w roli tytułowej Giulietta Masina, obok niej Sandra Milo (zmysłowa sąsiadka Suzy)
- 1968: nowela Toby Dammit (37 min) w filmowej składance trzech reżyserów: Trzy kroki w szaleństwo (Tre passi nei delirio) (całość wyświetlana w niektórych krajach pod tytułem Opowieści nadzwyczajne [Histoires extraordinaires]) – swobodna adaptacja opowiadania Edgara Allana Poego Nie zakładaj się z diabłem o swą głowę; scenariusz: Federico Fellini, Bernardino Zapponi; zdjęcia: Giuseppe Rotunno; scenografia: Piero Tosi; w roli głównej Terence Stamp; reżyserzy pozostałych nowel w filmie: Louis Malle, Roger Vadim
- 1969: Satyricon (Fellini-Satyricon, 138 min) – swobodna adaptacja powieści Petroniusza; scenariusz: Federico Fellini, Bernardino Zapponi; zdjęcia: Giuseppe Rotunno; szkice scenograficzne: Federico Fellini; scenografia: Danilo Donati, Luigi Scaccianoce; muzyka: Nino Rota, liczne cytaty z muzyki ludowej (afrykańska i tybetańska); grają amatorzy; w epizodzie aktorka zawodowa Lucia Bosé (jako rzymska matrona)
- 1969: Notatnik reżysera (Federico Fellini: A director’s note-book, 60 min) – film dokumentalny: autoportret Felliniego; scenariusz: Federico Fellini; zdjęcia: Pasqualino De Santis; przed kamerą, obok Felliniego, m.in.: Giulietta Masina, Marcello Mastroianni
- 1970: Klauni (I clowns, 93 min) – film dokumentalny; scenariusz: Federico Fellini, Bernardino Zapponi; zdjęcia: Dario Di Palma; scenografia: Danilo Donati; występują włoscy klauni cyrkowi, obok nich Anita Ekberg
- 1972: Rzym (Fellini-Roma, 119 min) – scenariusz: Federico Fellini, Bernardino Zapponi; zdjęcia: Giuseppe Rotunno; scenografia: Danilo Donati; w jednym z epizodów legendarna Anna Magnani, przedostatni raz na planie, wkrótce przed śmiercią, grająca samą siebie
- 1974: Amarcord (123 min) – tytuł znaczy w dialekcie rzymskim: 'Pamiętam'; scenariusz: Federico Fellini, Tonino Guerra; zdjęcia: Giuseppe Rotunno; szkice scenograficzne: Federico Fellini; scenografia: Danilo Donati; Oscar za najlepszy film zagraniczny
- 1976: Casanova (Il Casanova di Federico Fellini, 163 min – najdłuższy film Felliniego, obok Słodkiego życia) – swobodna adaptacja pamiętników Giacomo Casanovy; scenariusz: Federico Fellini, Bernardino Zapponi; zdjęcia: Giuseppe Rotunno; szkice scenograficzne i koncepcja scenografii: Federico Fellini; scenografia: Danilo Donati; projekt latarni magicznej: Roland Topor; malowidła: Rinaldo i Giuliano Gelemg; freski: Mario Fallani; w roli tytułowej Donald Sutherland; muzyka: Nino Rota, a w epizodzie niemieckim obszerny cytat z opery Richarda Wagnera Śpiewacy norymberscy; Oscar za najlepsze kostiumy (Danilo Donati)
- 1979: Próba orkiestry (Prova d’orchestra, 72 min) – scenariusz: Federico Fellini, Brunello Rondi; zdjęcia: Giuseppe Rotunno; scenografia: Dante Ferretti; ostatni film powstały we współpracy z kompozytorem Nino Rotą (ilustracją muzyczną filmu jest jego suita)
- 1981: Miasto kobiet (La città delle donne, 140 min) – scenariusz: Federico Fellini, Bernardino Zapponi, Brunello Rondi; zdjęcia: Giuseppe Rotunno; scenografia: Dante Ferretti; w roli głównej Marcello Mastroianni (Snaporaz), obok niego polska aktorka Anna Prucnal (jego żona Elena); muzyka: Luis Bacalov
- 1983: A statek płynie (E la nave va, 132 min) – pierwsze i ostatnie sekwencje czarno-białe oraz imitujące nieme kino; scenariusz: Federico Fellini, Tonino Guerra; zdjęcia: Giuseppe Rotunno; scenografia: Dante Ferretti; muzyka: Gianfranco Plenizo; liczne cytaty muzyczne, m.in. z następujących kompozytorów: Verdi (opery Aida, Traviata, Moc przeznaczenia), Saint-Saëns (Łabędź z Karnawału zwierząt), Schubert (Moments musicaux); występuje m.in. choreografka Pina Bausch (w roli aktorskiej: jako księżniczka)
- 1986: Ginger i Fred (Ginger e Fred, 125 min) – scenariusz: Federico Fellini, Tonino Guerra; zdjęcia: Tonino Delli Colli, Ennio Guarnieri; scenografia: Dante Ferretti; w rolach głównych Giulietta Masina oraz Marcello Mastroianni; tytuł jest nawiązaniem do amerykańskich aktorów Ginger Rogers i Freda Astaire’a, których naśladują, występując na scenie, bohaterowie filmu; muzyka: Nicola Piovani
- 1987: Wywiad (Intervista, 113 min) – scenariusz: Federico Fellini, Gianfranco Angelucci; zdjęcia: Tonino Delli Colli; występują Marcello Mastroianni oraz Anita Ekberg, „grając” samych siebie; film dokumentalny; muzyka: Nicola Piovani
- 1990: Głos księżyca (La voce della luna, 118 min) – scenariusz: Federico Fellini, Tullio Pinelli, Ermanno Cavazzoni; zdjęcia: Tonino Delli Colli; w roli głównej Roberto Benigni; muzyka: Nicola Piovani

### Reklamy telewizyjne
- 1984: „Oh, che bel paesaggio!” – Campari[8][9]
- 1984: „Alta Societa” – Barilla[8]
- 1991/1992: „Che Brutte Notti” – seria trzech reklam dla Banca di Roma[8]

## Nagrody
- Nagroda Akademii Filmowej 1993: nagroda honorowa za całokształt twórczości; 1976: Casanova (najlepsze kostiumy); 1974: Amarcord (najlepszy film obcojęzyczny); 1963: Osiem i pół (najlepszy film obcojęzyczny, najlepsze kostiumy); 1961: Słodkie życie (najlepsze kostiumy); 1957: Noce Cabirii (najlepszy film obcojęzyczny) i osobno Giulietta Masina (najlepsza aktorka); 1956: La strada (najlepszy film obcojęzyczny).
- Złoty Glob 1974: Amarcord; 1969: Satyricon; 1965: Giulietta i duchy
- Nagroda BAFTA 1978: Casanova
- Nagroda na MFF w Cannes 1987: Wywiad (Nagroda Specjalna); 1972: Rzym (Nagroda Specjalna); 1960: Słodkie życie (Złota Palma).
- Nagroda na MFF w Wenecji 1985: Honorowy Złoty Lew za całokształt twórczości; 1969: Satyricon (Nagroda Włoskich Krytyków); 1954: La strada (Srebrny Lew); 1953: Wałkonie (Srebrny Lew)

### Polskie badania i recepcja
- Maria Kornatowska: Fellini. Warszawa, WAiF, 1972, brak numeru ISBN (wyd. 3: 1989, ISBN 83-221-0470-7) – podstawowa monografia, w wydaniach kolejnych znacznie rozbudowana i stale aktualizowana (jednak filmografia końcowa [tj. opisy techniczne filmów] dokładniej podana jest w pierwodruku).
- Alicja Helman: Film faktów i film fikcji. Katowice, Wyd. Uniwersytetu Śląskiego, 1977, brak numeru ISBN, rozdział: Fellini, albo autotematyzm filmu – interpretacja Osiem i pół.
- Maria Kuncewiczowa: Fantasia alla polacca. Warszawa, Czytelnik, 1979, brak numeru ISBN – esej o Stanisławie Przybyszewskim, zawierający mikrointerpretację filmu Felliniego Casanova (w rozdziale Mowa sentymentalna).
- Lech Majewski: Asa nisi masa. Magia w „8½” Felliniego. Katowice, Videograf, 1994, ISBN 83-85516-49-2 – interpretacja filmu, pióra współczesnego reżysera polskiego; liczne ilustracje: kadry z Osiem i pół.
- Grzegorz Królikiewicz: Kłopot z Fellinim. Łódź, Studio Filmowe N, 1992, ISBN 83-86111-03-8 – próba monografii, ujęta jak subiektywny esej, często polemiczny wobec Felliniego, pióra współczesnego polskiego reżysera.
- Andrzej Werner: Dekada filmu. Warszawa, Wyd. IBL, 1997, ISBN 83-85605-95-9, rozdział: W tanecznym korowodzie. Fellini – interpretacja całej twórczości reżysera, w tym motywów kryzysu kultury oraz śmierci w jego filmach.
- Wielogłos o Fellinim. „Ogród” 2003, nr 3-4 (23-24) – teksty zamieszczają: Antoni Czyż, Jacek Kowzan, Marcin Pliszka, Artur Ziontek.

### Spośród prac obcych
- Milo Manara, Federico Fellini: Dwie podróże z Fellinim. Tłum. Ewa Kosakowska, Joanna Grząka. Wstęp: Vincenzo Molina. Kraków, Wyd. Post, 2003, ISBN 83-913578-9-9 – opowieść współpracownika reżysera o niezrealizowanych projektach (m.in. Podróżach G. Mastorny); edycja zawiera teksty Felliniego oraz barwne reprodukcje jego rysunków.
- Geneviève Agel: Les chemins de Fellini. Wstęp: Roberto Rossellini. Paris, Éd. du Cerf, 1956, brak numeru ISBN – książka w jęz. francuskim; zawiera m.in. interpretację filmu La Strada, wywiad z Fellinim i portret kompozytora Nino Roty; liczne ilustracje: kadry z filmów, zdjęcia Felliniego i Roty.
- Charlotte Chandler: Ja, Fellini. Tłum. Hanna Igalson-Tygielska. Warszawa, Czytelnik, 1996, ISBN 83-07-02531-1 – omówienie życia i twórczości, liczne wypowiedzi samego Felliniego.
- Chris Wiegand: Federico Fellini. The Complete Films. Köln, Taschen, 2003, ISBN 3-8228-1590-X – książka w jęz. angielskim; próba monografii całej twórczości reżysera; liczne, także barwne, ilustracje: kadry z filmów, zdjęcia Felliniego i Masiny; na końcu dokładna filmografia (ale pewnych informacji brak – trzeba ich szukać u Kornatowskiej) oraz barwne reprodukcje plakatów do wszystkich filmów Felliniego; polskie omówienie: Jacek Kowzan: Nowa monografia o Fellinim. „Ogród” 2003, nr 3-4 (23-24).
- Bernardino Zapponi: Mój Fellini. Tłum. Magdalena Gronczewska. Warszawa, Prószyński i S-ka, 2000, ISBN 83-7255-658-X – wspomnienia współpracownika reżysera